# Географія Парагваю
Парагвай — південноамериканська країна, що знаходиться в глибині континенту й не має виходу до вод Світового океану . Загальна площа країни 406 752 км² (60-те місце у світі), з яких на суходіл припадає 397 302 км², а на поверхню внутрішніх вод — 9 450 км². Площа країни вдвічі менша за площу України. 

## Етимологія
Офіційна назва — Республіка Парагвай, Парагвай (ісп. Republica del Paraguay). Назва країни походить від однойменної головної річки Парагвай, що тече її територією з півночі на південь. Одне з найпоширеніших пояснень, що гідронім означає води народу паяґуа, що жили на його берегах. Ясну, але непідтверджену джерелами, етимологію має іспанська версія, що виводить топонім від слів «пара» (ісп. para — з, від) та «агуа» (ісп. agua — вода), тобто вказує на витоки річки з великого болота Пантанал. Інша етимологія виводить слово з мови тупі-гуарані, де «гуай» означає річку, а «пара» — широко поширена частка складних гідронімів в сусідніх Болівії та Бразилії. Таким чином, гідронім утворився нашаруванням термінів, що належать різним індіанським мовам і означають теж саме. Уперше назва країни була закріплена у XVII столітті під час виділення з віце-королівства Перу окремого генерал-губернаторство Парагвай. 1811 року цю назву успадкувала новопроголошена незалежна Республіка Парагвай.

## Географічне положення
Парагвай — південноамериканська країна, що межує з трьома іншими країнами: на північному заході — з Болівією (спільний кордон — 753 км), на сході — з Бразилією (1371 км), на півдні — з Аргентиною (2531 км). Загальна довжина державного кордону — 4655 км. На південному сході кордон проходить по річці Парана. Із заходу на схід країна простягається на 660 км, із півночі на південь — на 925 км. Країна не має виходу до вод Світового океану.

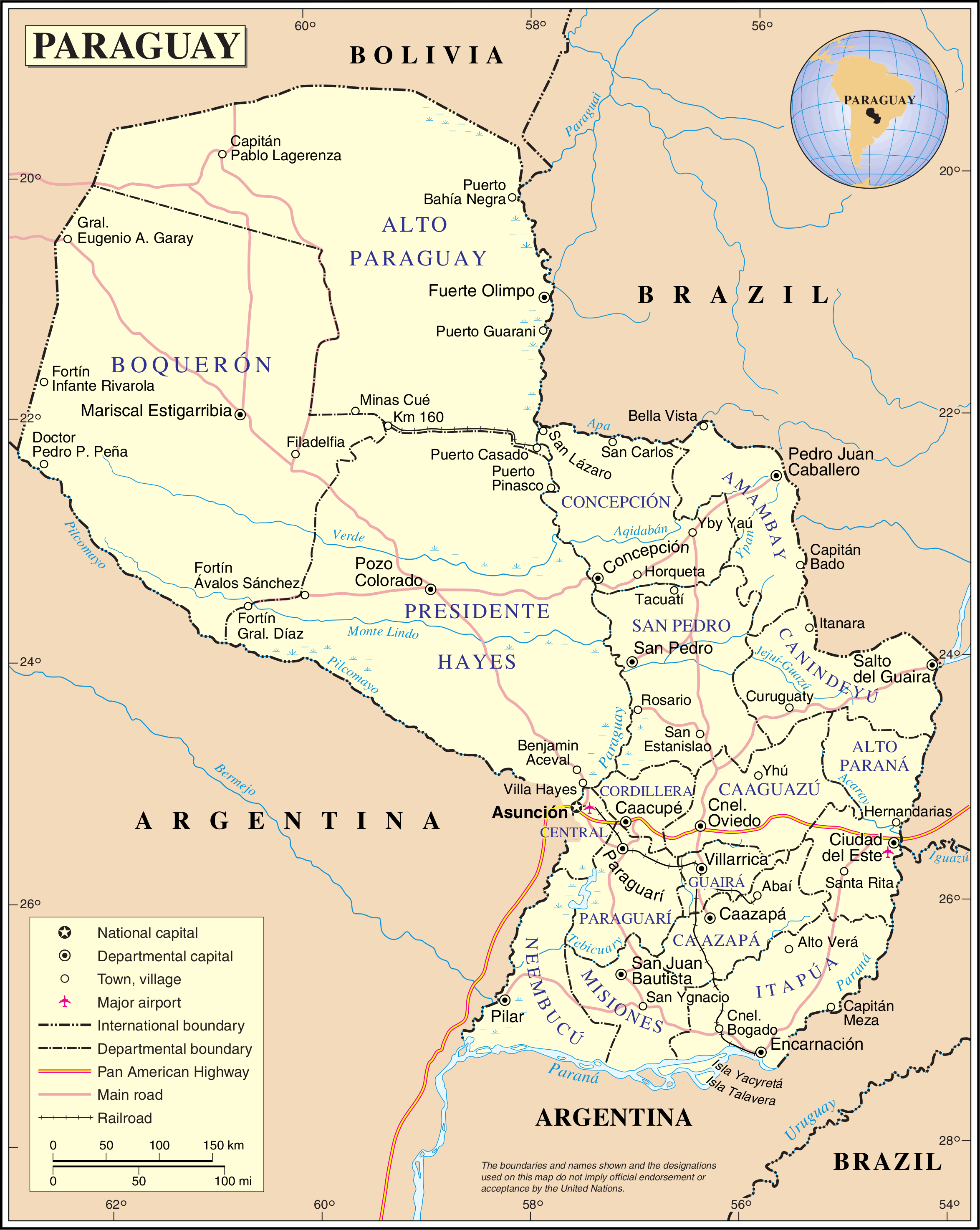
Карта Парагваю від ООН (англ.)
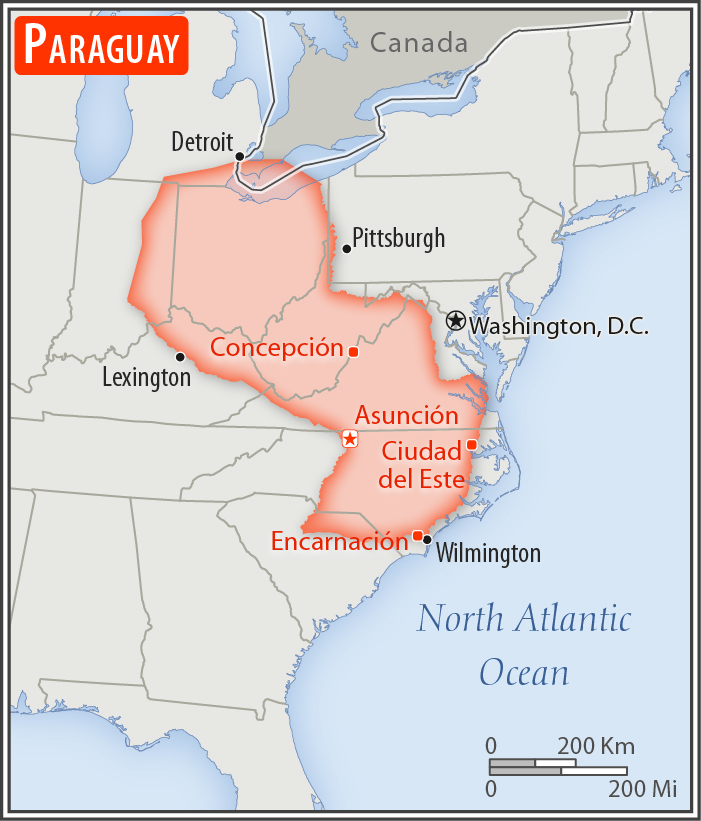
Порівняння розмірів території Парагваю та США
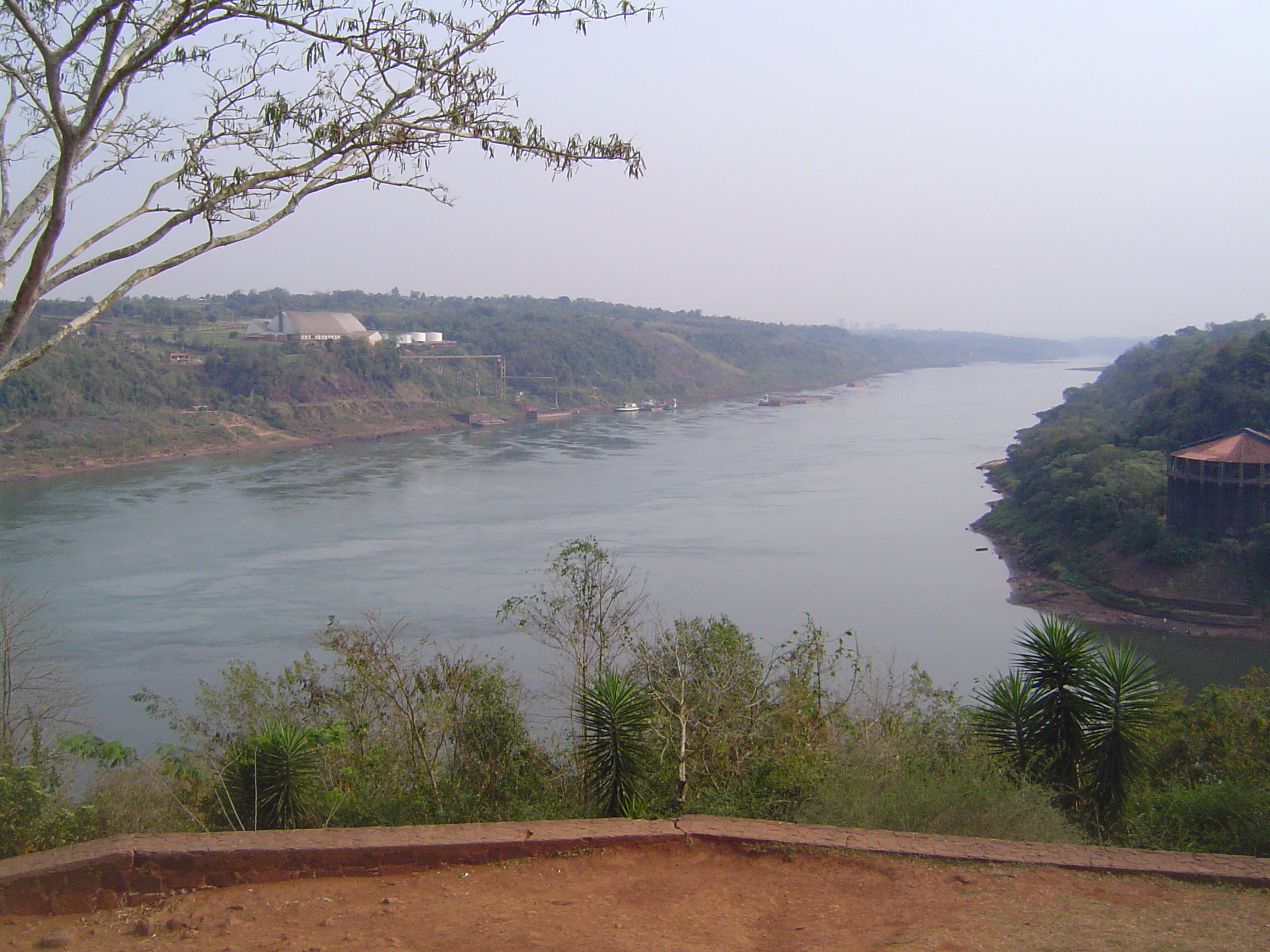
Потрійний кордон Бразилії, Аргентини і Парагваю

### Час
Час у Парагваї: UTC-4 (-6 годин різниці часу з Києвом). Літній час вводиться першої неділі жовтня переводом годинникової стрілки на 1 годину вперед, скасовується в четверту неділю березня переводом годинникової стрілки на 1 годину назад.

## Рельєф
Середні висоти — 178 м; найнижча точка — уріз води в місті злиття річок Парагвай і Парана (46 м); найвища точка — гора Сьєрро-Перо (842 м).

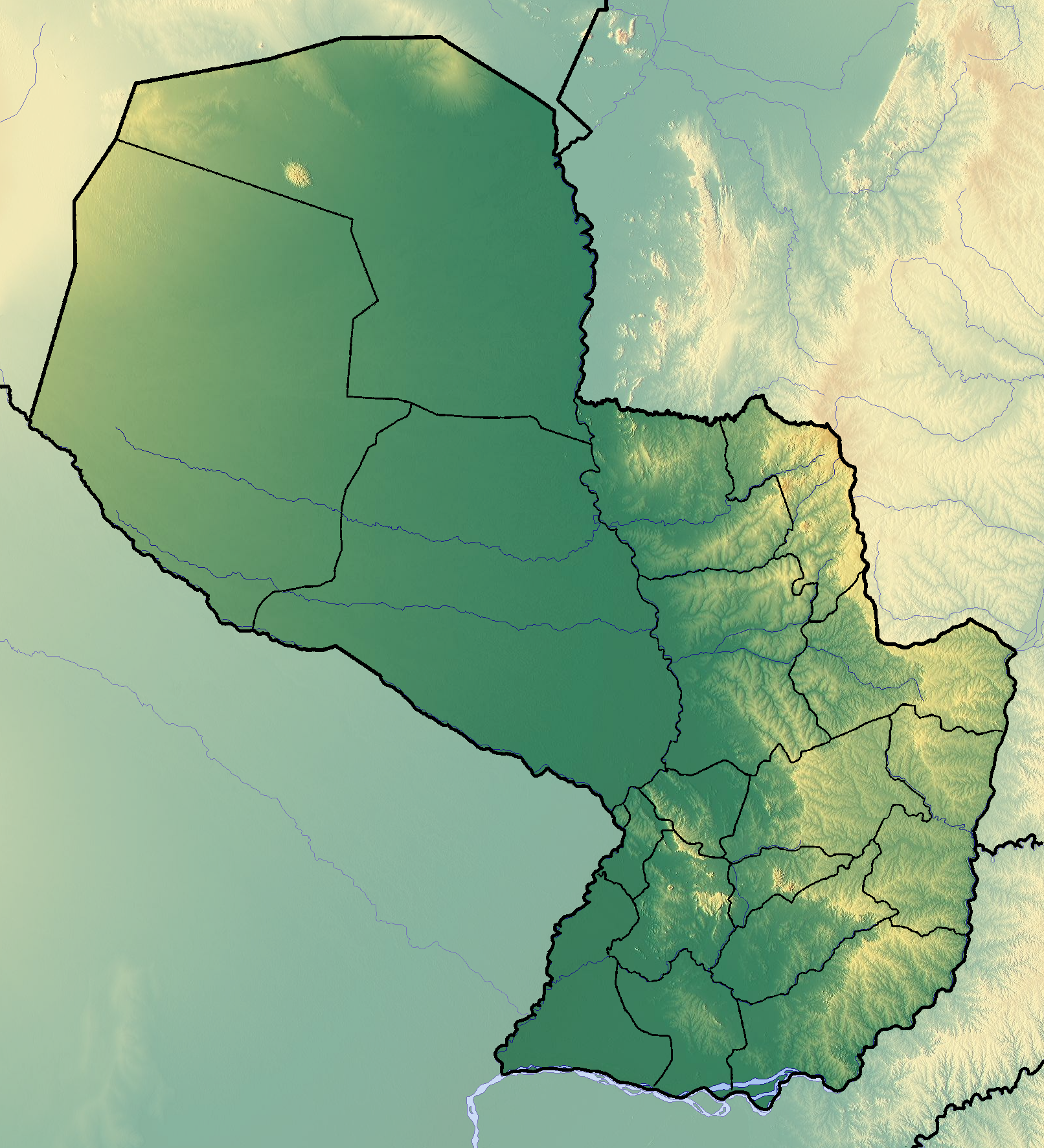
Рельєф Парагваю
Гіпсометрична карта  ПарагваюГіпсометрична карта  Парагваю
Рельєф Парагваю
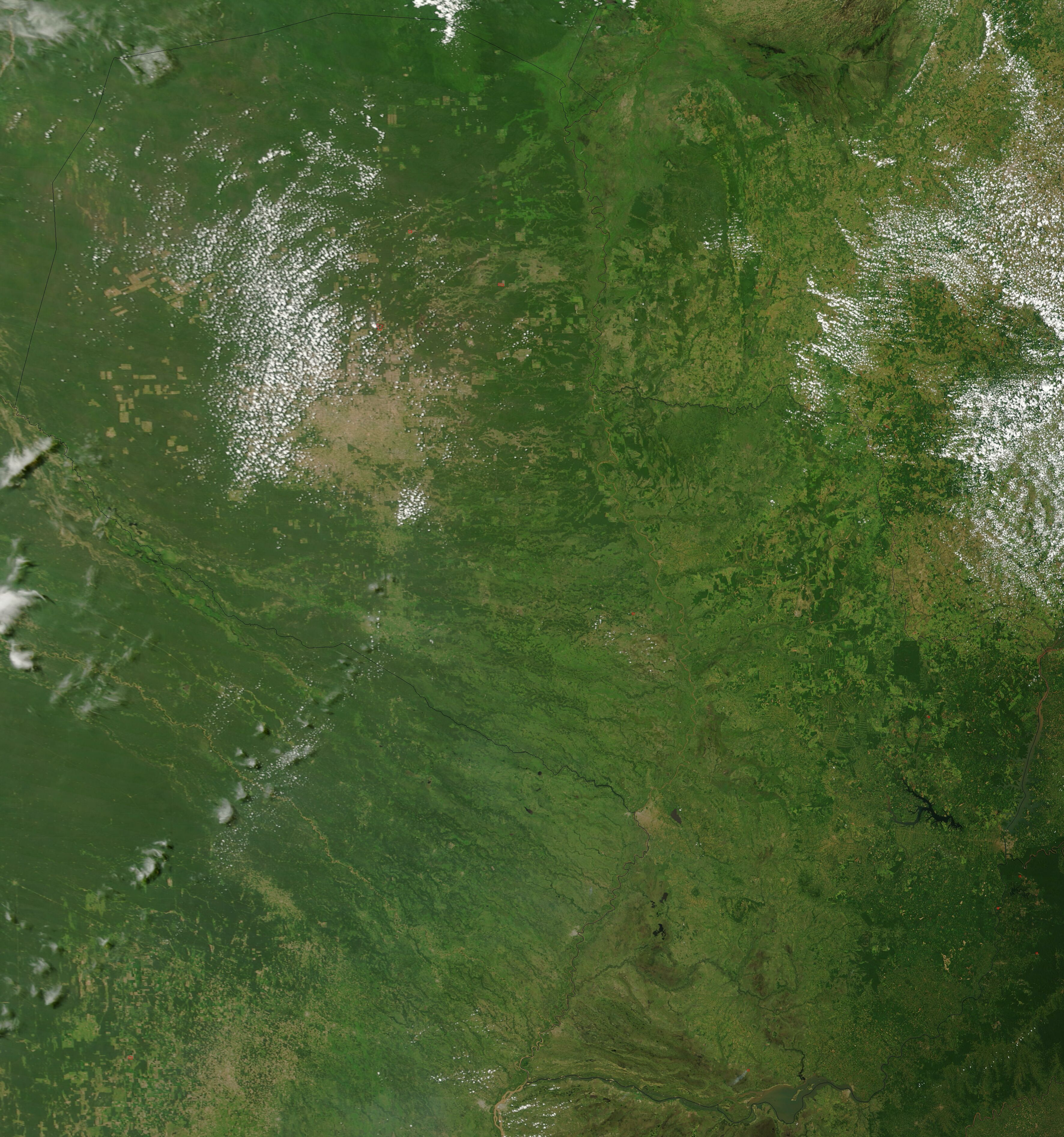
Супутниковий знімок поверхні країни
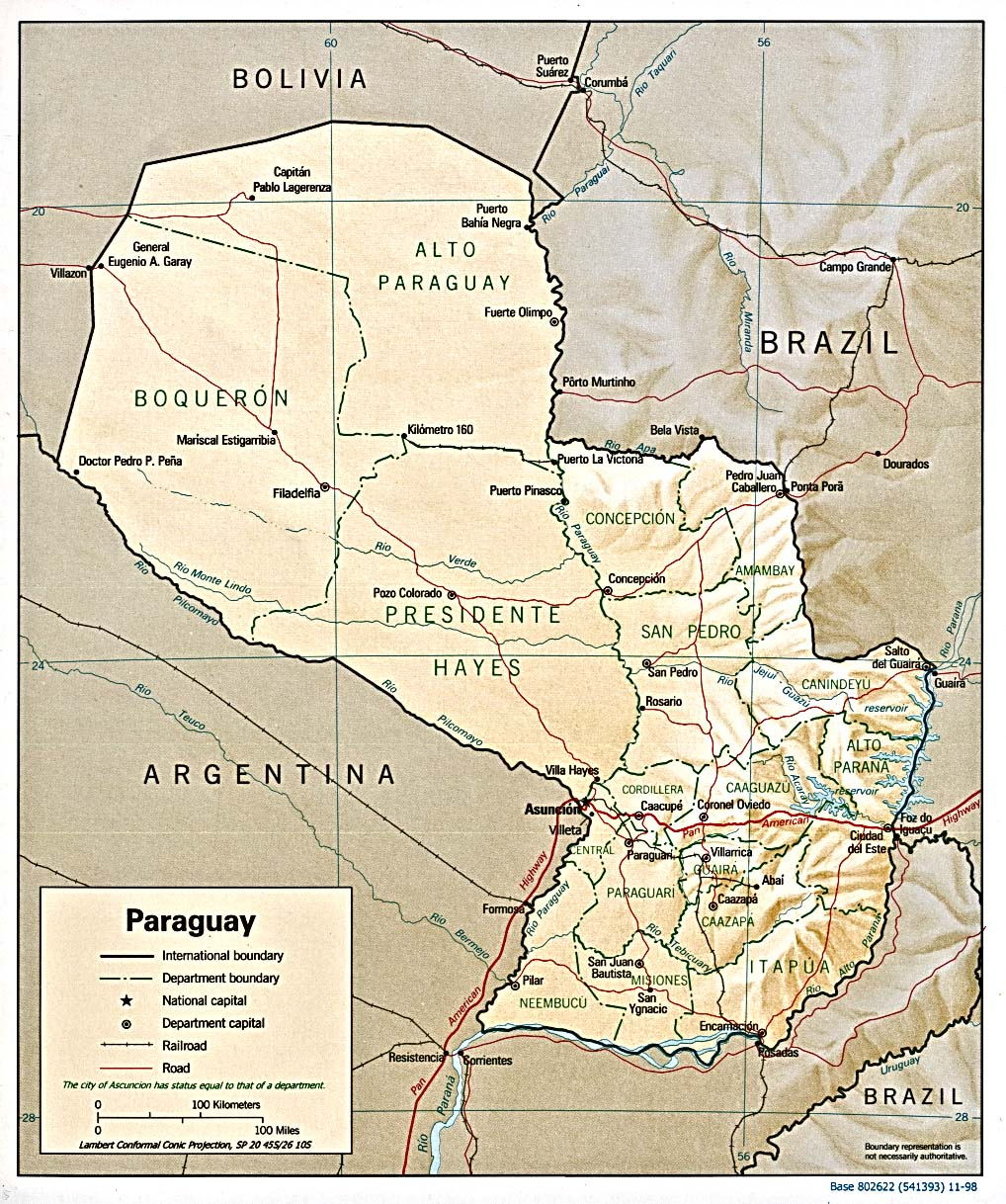
Карта країни (англ.)

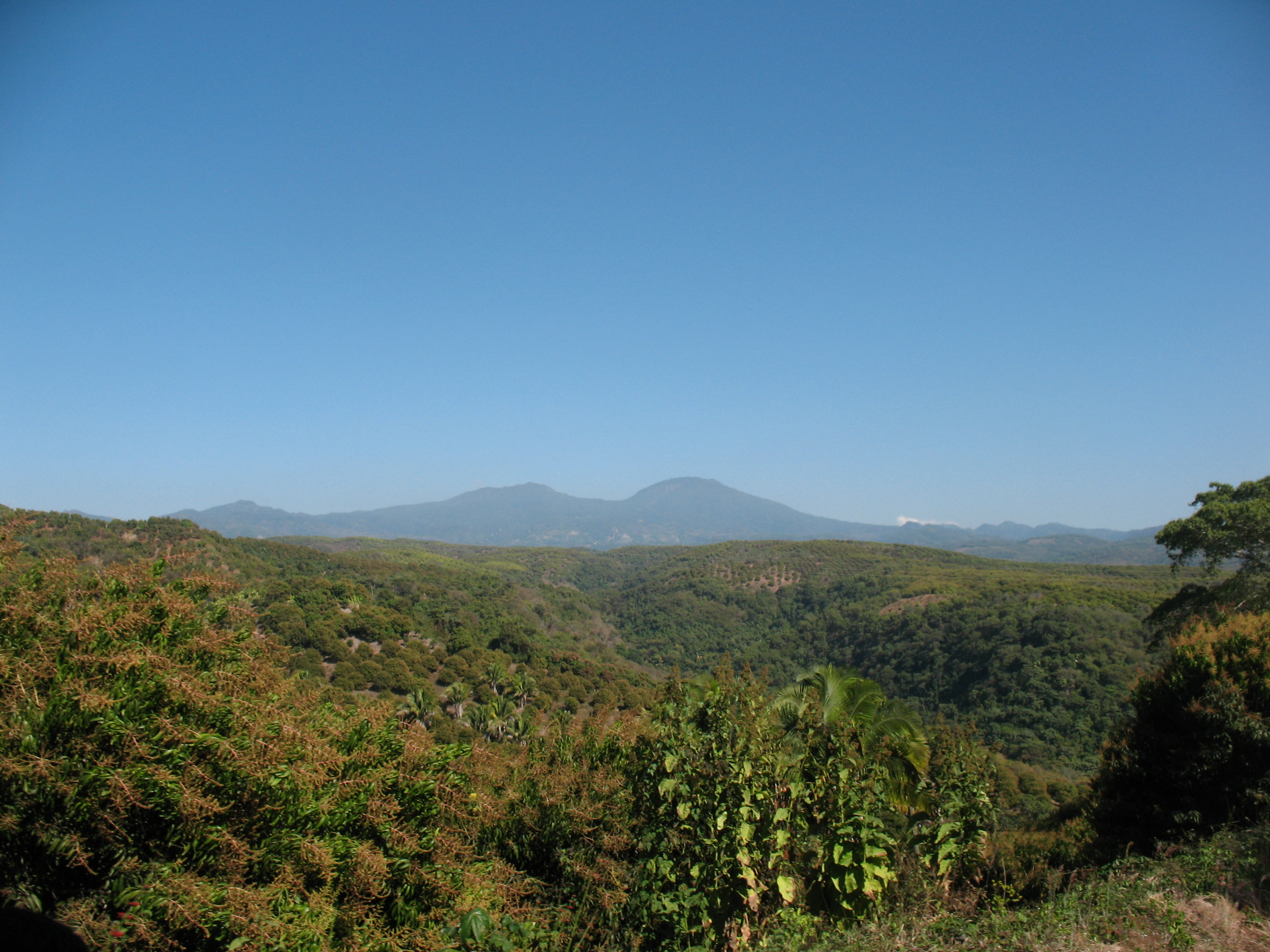
Серро-Кора
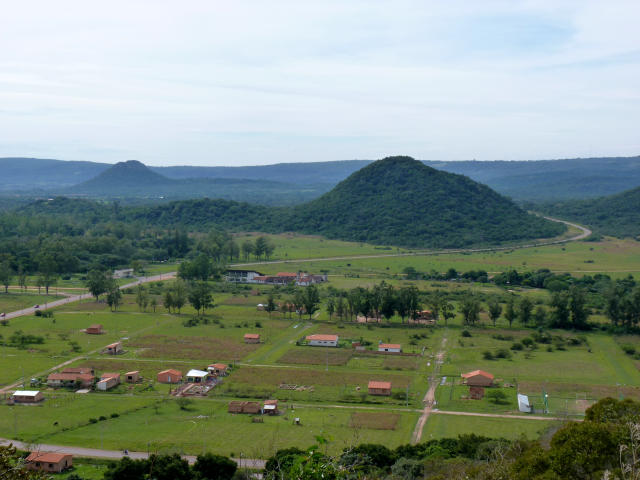
Пагорби Парагуарі

## Клімат
Територія Парагваю на північ від тропіку рака лежить у субекваторіальному кліматичному поясі, на південь — у тропічному. На півночі влітку переважають екваторіальні повітряні маси, взимку — тропічні. Влітку вітри дмуть від, а взимку до екватора. Сезонні амплітуди температури повітря незначні, зимовий період не набагато прохолодніший за літній. Зволоження достатнє. На півдні увесь рік панують тропічні повітряні маси. Спекотна посушлива погода з великими добовими амплітудами температури. Переважають східні пасатні вітри.

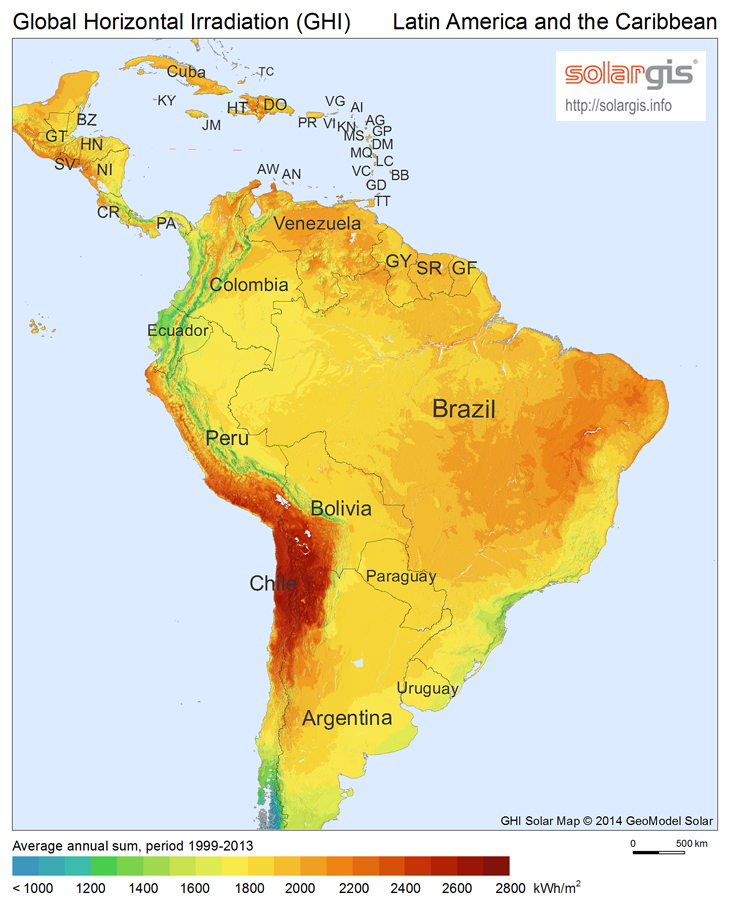
Сонячна радіація (англ.)
Кліматична карта Парагваю (за Кеппеном)

Парагвай є членом Всесвітньої метеорологічної організації (WMO), в країні ведуться систематичні спостереження за погодою.

## Внутрішні води

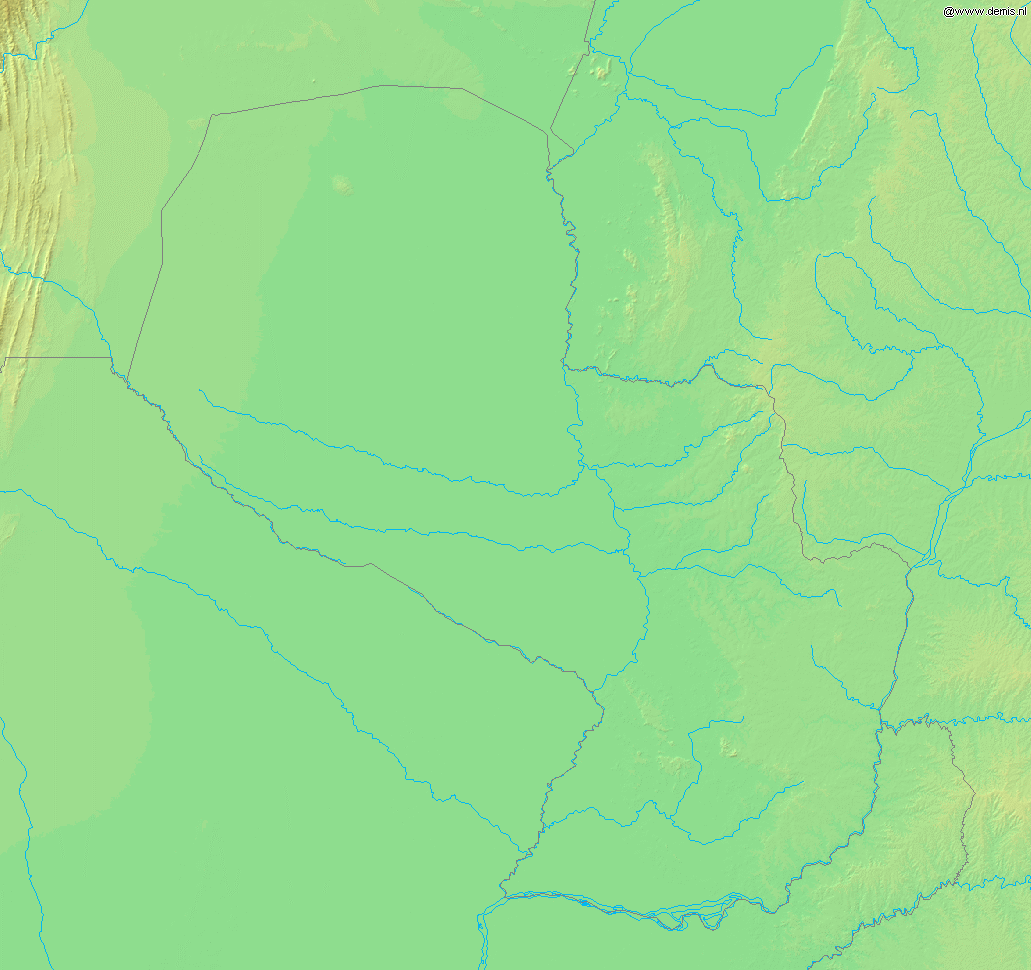
Гідрографічна мережа Парагваю
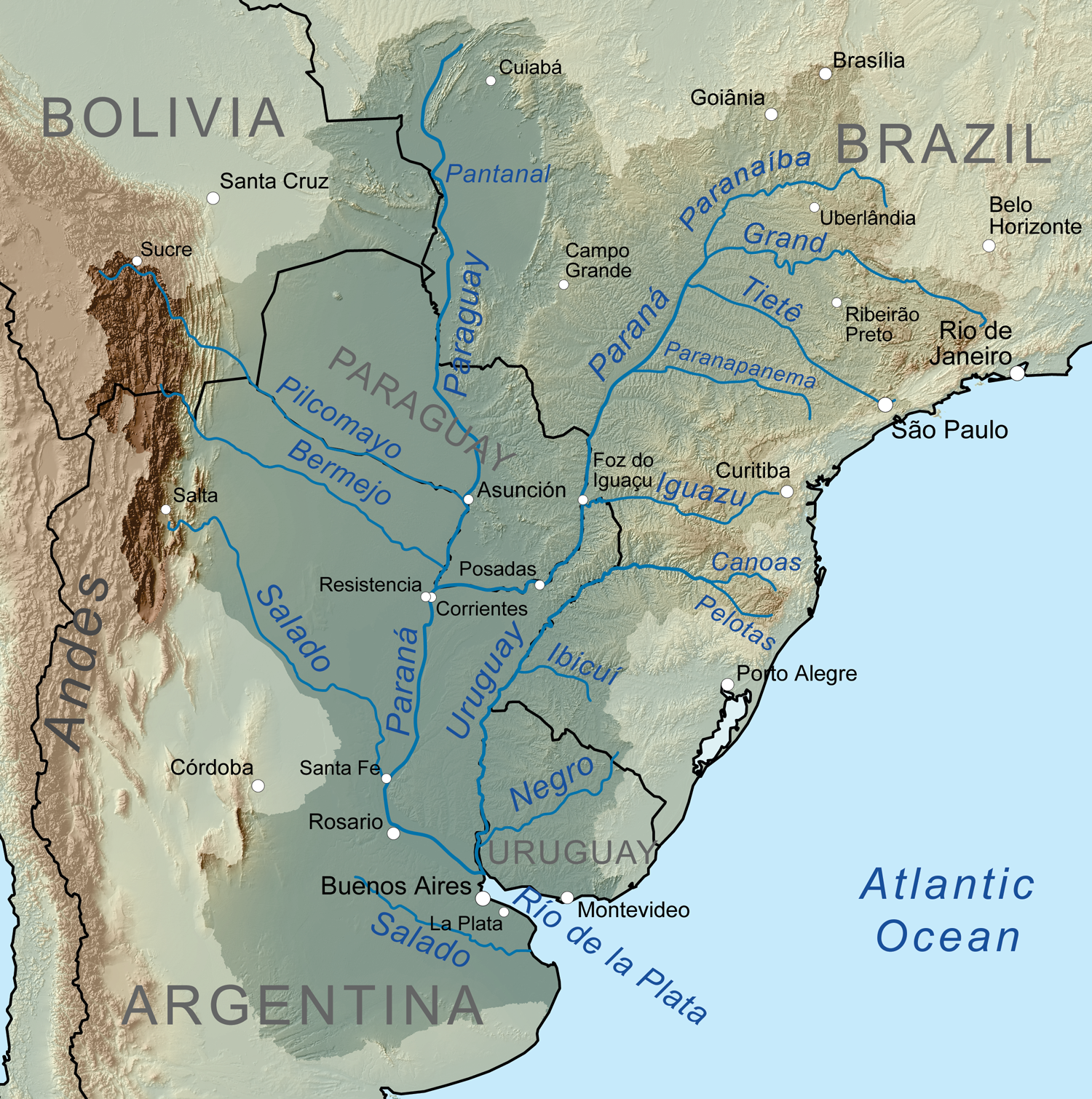
Сточище Парани
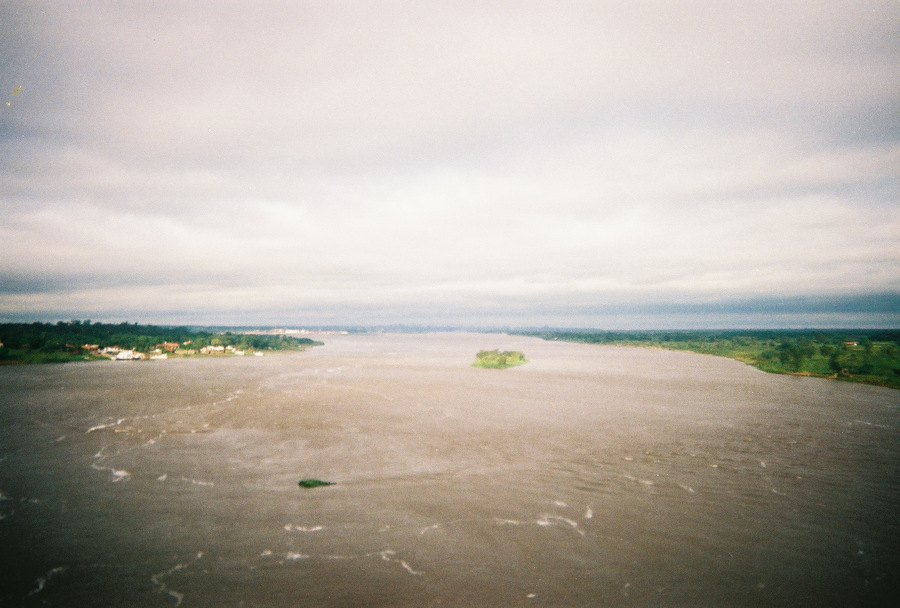
Річка Парагвай на північ від Асунсьйона
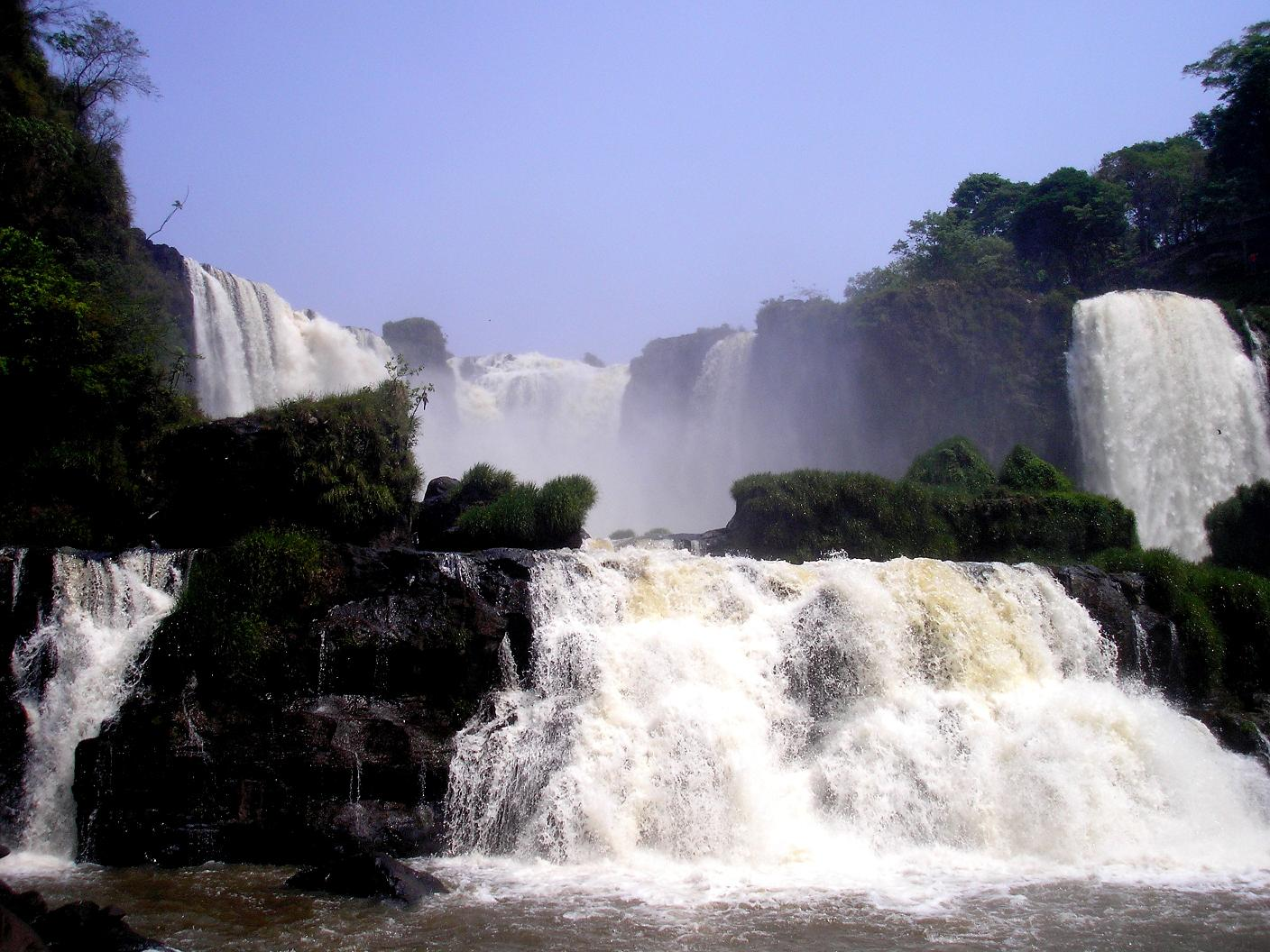
Водоспад Сальтос-дель-Мондей
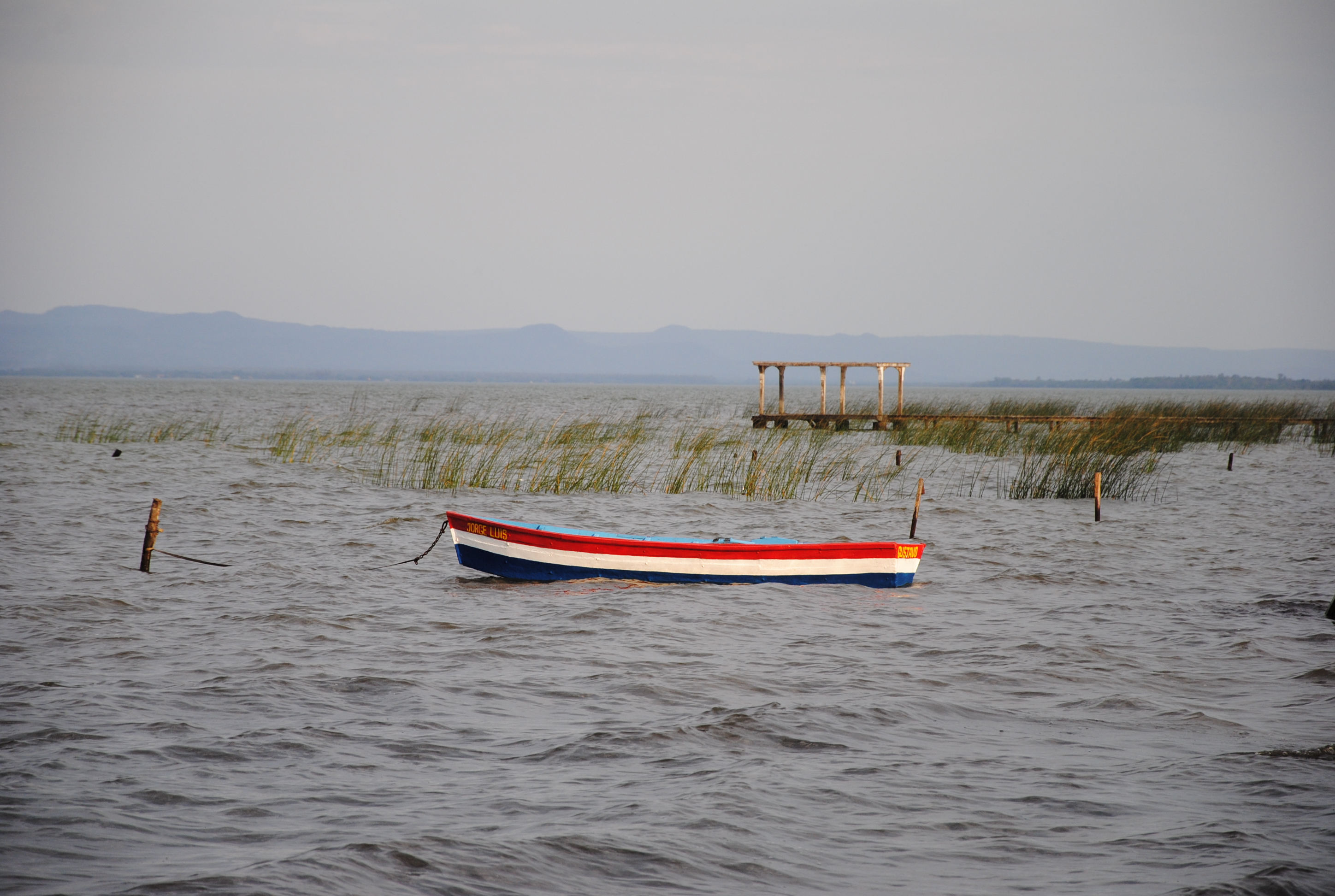
Озеро Іпакараї

### Річки
Річки країни належать басейну Атлантичного океану.

## Тваринний світ
У зоогеографічному відношенні територія країни відноситься до Патагонсько-Пампаської провінції Патагонсько-Андійської підобласті Неотропічної області.

## Стихійні природні явища
На території країни спостерігаються небезпечні природні явища і стихійні лиха: локальні повіді на південному сході з вересня по червень; слабко дреновані рівнини Пантаналу з жовтня по червень перетворюються на суцільне болото.

## Природні ресурси

### Корисні копалини
Надра Парагваю багаті на ряд корисних копалин: залізну руду, марганець, вапняк.

### Водні ркесурси
Загальні запаси відновлюваних водних ресурсів (ґрунтові і поверхневі прісні води) становлять 336 км³. Станом на 2012 рік в країні налічувалось 1362 км² зрошуваних земель.

### Земельні ресурси
Земельні ресурси Парагваю (оцінка 2011 року):
- придатні для сільськогосподарського обробітку землі — 53,8 %,
  - орні землі — 10,8 %,
  - багаторічні насадження — 0,2 %,
  - землі, що постійно використовуються під пасовища — 42,8 %;
- землі, зайняті лісами і чагарниками — 43,8 %;
- інше — 2,4 %[1].

## Охорона природи
Серед екологічних проблем варто відзначити:
- знеліснення;
- забруднення вод;
- дефіцит якісної питної води несе загрозу поширенню інфекційних хвороб;
- втрату ряду водно-болотних угідь.

Парагвай є учасником ряду міжнародних угод з охорони навколишнього середовища:
- Конвенції про біологічне різноманіття (CBD),
- Рамкової конвенції ООН про зміну клімату (UNFCCC),
- Кіотського протоколу до Рамкової конвенції,
- Конвенції ООН про боротьбу з опустелюванням (UNCCD),
- Конвенції про міжнародну торгівлю видами дикої фауни і флори, що перебувають під загрозою зникнення (CITES),
- Базельської конвенції протидії транскордонному переміщенню небезпечних відходів,
- Конвенції з міжнародного морського права,
- Монреальського протоколу з охорони озонового шару,
- Рамсарської конвенції із захисту водно-болотних угідь[11].

## Фізико-географічне районування
У фізико-географічному відношенні територію Парагваю можна розділити на 2 великих райони, що відрізняються один від одного рельєфом, кліматом, рослинним покривом. Парагвай розділений на дві нерівних частини річкою Парагвай.
- Низовина Чако на захід від річки Парагвай. Пустельний край, що лежить під південним тропіком, з жарким і посушливим кліматом, займає близько 60 % площі країни.
- Плато Орієнте між річками Парагвай і Парана. На сході, де зосереджена основна частина населення, знаходяться родючі рівнинні землі та субтропічні ліси. Майже всі парагвайці, які живуть в цих місцях, займаються скотарством і вирощуванням цукрової тростини, рису, кави та сої.

### Українською
- Атлас світу / голов. ред. І. С. Руденко ; зав. ред. В. В. Радченко ; відп. ред. О. В. Вакуленко. — К. : ДНВП «Картографія», 2005. — 336 с. — ISBN 9666315467.
- Атлас. 7 клас. Географія материків і океанів / Укладачі О. Я. Скуратович, Н. І. Чанцева. — К. : ДНВП «Картографія», 2014.
- Барановська О. В. Фізична географія материків і океанів : навч. посіб. для студентів ВНЗ : [у 2 ч.]. — Н. : Ніжинський державний університет ім. Миколи Гоголя, 2013. — 306 с. — ISBN 978-617-527-106-3.
- Бєлозоров С. Т. Географія материків. — К. : Вища школа, 1971. — 371 с.
- Гілецький Й. Р. Природні ресурси світу : Навч. посібник. — Львів : Світ, 2004. — 304 с. — ISBN 966-603-307-0
- Дахно І. І., С. М. Тимофієв. Країни світу: Енциклопедичний довідник. — К. : Мапа, 2011. — 606 с. — ISBN 978-966-8804-23-6
- Дубович І. А. Країнознавчий словник-довідник. — 5-те вид., перероб. і доп. — К. : Знання, 2008. — 839 с. — ISBN 978-966-346-330-8.
- Економічна і соціальна географія країн світу: Навч. Посібник / За ред. С. П. Кузика. — Львів : Світ, 2002. — 672. с.— ISBN 966-603-178-7
- Заставецький Ю. С. Регіональна фізична географія світу : Навч. посібник. — Львів : Світ, 2000. — 480 с.
- Маринич О. М., Шищенко П. Г., Пащенко В. І. Фізична географія світу : Підручник. — К. : Вища школа, 2002. — 463 с. — ISBN 966-642-018-4
- Палієнко В. І., Шищенко П. Г., Бойко В. М. Фізична географія світу : Навч. посібник. — К. : КНУ ім. Т. Шевченка, 2016. — 246 с. — ISBN 978-966-439-918-1
- Панасенко Б. Д. Фізична географія материків : навч. посіб. : в 2 ч. — В. : ЕкоБізнесЦентр, 1999. — 200 с.
- Парагвай // Гірничий енциклопедичний словник : [у 3-х тт.] / за ред. В. С. Білецького. — Д. : Східний видавничий дім, 2004. — Т. 3. — 752 с. — ISBN 966-7804-78-X.
- Пащенко В. І. Географія світового господарства : Навч. посібник. — К. : Видавничий центр КНУ, 2014. — 312 с. — ISBN 978-966-439-744-6
- Фізична географія материків та океанів : Підручник у 2-х т. / Ред. П. Г. Шищенко. — К. : Київський університет, 2020. — Т. 2. Африка, Америка, Австралія, Антарктида, Океани. — 470 с. — ISBN 978-966-439-989-8
- Шищенко П. Г., Топчієв О. Г., Шевченко І. В. Фізична географія материків і океанів : Навч. посібник. — К. : Академвидав, 2010. — 264 с. — ISBN 978-966-8226-96-4
- Юрківський В. М. Регіональна економічна і соціальна географія. Зарубіжні країни: Підручник. — 2-ге. — К. : Либідь, 2001. — 416 с. — ISBN 966-06-0092-5.

### Англійською
- (англ.) Graham Bateman. The Encyclopedia of World Geography. — Andromeda, 2002. — 288 с. — ISBN 1871869587.

### Російською
- (рос.) Парагвай // Латинская Америка. Энциклопедический справочник [в 2-х тт.] / Главный редактор В. В. Вольский. — М. : Советская энциклопедия, 1982. — Т. 2. К-Я. — 656 с.
- (рос.) Авакян А. Б., Салтанкин В. П., Шарапов В. А. Водохранилища. — М. : Мысль, 1987. — 326 с. — (Природа мира)
- (рос.) Алисов Б. П., Берлин И. А., Михель В. М. Курс климатологии [в 3-х тт.] / под. ред. Е. С. Рубинштейна. — Л. : Гидрометиздат, 1954. — Т. 3. Климаты земного шара. — 320 с.
- (рос.) Апродов В. А. Вулканы. — М. : Мысль, 1982. — 368 с. — (Природа мира)
- (рос.) Апродов В. А. Зоны землетрясений. — М. : Мысль, 2010. — 462 с. — (Природа мира) — ISBN 978-5-244-01122-7.
- (рос.) Букштынов А. Д., Грошев Б. И., Крылов Г. В. Леса. — М. : Мысль, 1981. — 316 с. — (Природа мира)
- (рос.) Власова Т. В. Физическая география материков. С прилегающими частями океанов. Южная Америка, Африка, Австралия и Океания, Антарктида. — 4-е, перераб. — М. : Просвещение, 1986. — 269 с.
- (рос.) Гвоздецкий Н. А. Карст. — М. : Мысль, 1981. — 214 с. — (Природа мира)
- (рос.) Гвоздецкий Н. А., Голубчиков Ю. Н. Горы. — М. : Мысль, 1987. — 400 с. — (Природа мира)
- (рос.) Дорст Ж. Центральная и Южная Америка. — М. : Прогресс, 1977. — 318 с. — (Континенты, на которых мы живем)
- (рос.) Географический энциклопедический словарь: географические названия / под. ред. А. Ф. Трёшникова. — 2-е изд., доп. — М. : Советская энциклопедия, 1989. — 585 с. — ISBN 5-85270-057-6.
- (рос.) Исаченко А. Г., Шляпников А. А. Ландшафты. — М. : Мысль, 1989. — 504 с. — (Природа мира) — ISBN 5-244-00177-9.
- (рос.) Словарь современных географических названий / под общей редакцией акад. В. М. Котлякова. — Екатеринбург : У-Фактория, 2006.
- (рос.) Лобова Е. В., Хабаров А. В. Почвы. — М. : Мысль, 1983. — 304 с. — (Природа мира)
- (рос.) Максаковский В. П. Географическая картина мира. Книга I: Общая характеристика мира. — М. : Дрофа, 2008. — 495 с. — ISBN 978-5-358-05275-8.
- (рос.) Максаковский В. П. Географическая картина мира. Книга II: Региональная характеристика мира. — М. : Дрофа, 2009. — 480 с. — ISBN 978-5-358-06280-1.
- (рос.) Парагвай // Поспелов Е. М. Топонимический словарь. — М. : АСТ, 2005. — 229 с. — ISBN 5-17-016407-6.
- (рос.) География / под ред. проф. А. П. Горкина. — М. : Росмэн-Пресс, 2006. — 624 с. — (Современная иллюстрированная энциклопедия) — ISBN 5-353-02443-5.
- (рос.) Физико-географический атлас мира. — М. : Академия наук СССР и Главное управление геодезии и картографии ГУГК СССР, 1964. — 298 с.
- (рос.) Энциклопедия стран мира / глав. ред. Н. А. Симония. — М. : НПО «Экономика» РАН, отделение общественных наук, 2004. — 1319 с. — ISBN 5-282-02318-0.